# Tom Waits
Thomas Alan Waits més conegut com a Tom Waits (Pomona, Califòrnia, 7 de desembre de 1949) és un pianista, cantant, compositor i actor estatunidenc, famós per les seves cançons de to aspre inspirades en escriptors de la Generació beat, especialment Jack Kerouac i Charles Bukowski.

## Biografia
El 1967 va començar a treballar en els cabarets de Los Angeles, ambient que el va influir molt per a les cançons del seu primer disc, Closing Time (1973), encara que aquest àlbum es va veure eclipsat per The Eagles i Tim Buckley. Va ser amb l'àlbum Heart of Saturday Night (1974) que va donar a conèixer el seu personal estil.
Més tard, el 1975, amb el disc en directe Nighthawks at the Diner combina cançons molt personals (entre elles Better of without a wife) amb entretinguts monòlegs introductoris. Després de Small Change (1976), els seus següents discos no van aconseguir situar-se a les llistes d'èxits.
En aquests anys va interpretar petits papers a pel·lícules com La cuina de l'infern (1978, de Sylvester Stallone) o One from the Heart (1981, de Francis Ford Coppola), per a la qual també va compondre la música. Va tornar a les llistes de vendes en la dècada de 1980 amb Swordfishtrombones (1983), Rain Dogs (1985) i Frank's Wild Years (1987), discos on van confluir una gran varietat d'estils des del blues fins al tango, que van donar a les seves cançons una atmosfera especial que li va assegurar l'èxit de vendes i l'acceptació del gran públic. També va participar en pel·lícules com Sota el pes de la llei (1986, de Jim Jarmusch) i Vides creuades (1993, de Robert Altman) amb papers de més importància que en les seves anteriors incursions en el cinema.
Així mateix, va compondre la música de la pel·lícula Nit en la Terra (1991, de Jim Jarmusch). Després va gravar Bone Machine (1992). Un any més tard va col·laborar amb William S. Burroughs en l'òpera còmica de caràcter sinistre The Black Rider basada en l'argument de l'òpera clàssica El caçador furtiu de Carl Maria von Weber.
El 2002 va ser un any especialment prolífic amb la publicació de dos discos: Alice i Blood Money. Més recentment, a l'octubre de 2004, publicaria Real Gone un dels discos més representatius fins a la data d'aquesta particular mescla característica de Tom Waits. I l'últim treball de Waits, un triple àlbum, es publica el 2006 amb el nom d'Orphans. El 2005 apareix cantant en un somni que dona motiu a tota la pel·lícula La tigre e la neve.
Els dies 14 i 15 de juliol del 2008 va actuar a Barcelona a l'Auditori de l'Edifici Fòrum.

## Discografia
| - 1973: Closing Time - 1974: The Heart Of Saturday Night - 1975: Nighthawks At The Diner - 1976: Small Change - 1977: Foreign Affairs - 1978: Blue Valentine - 1980: Heartattack and Vine - 1982: One From The Heart - 1983: Swordfishtrombones - 1985: Rain Dogs - 1987: Frank's Wild Years - 1988: Big Time - 1992: Bone Machine - 1992: Night On Earth - 1993: The Black Rider - 1998: Beautiful Maladies - 1999: Mule Variations - 2001: Used Songs - 2002: Alice - 2002: Blood Money - 2004: Real Gone - 2006: Orphans: Brawlers, Bawlers & Bastards - 2009: Glitter And Doom - 2011: Bad As Me | - 1982: Història d'amor (One from the Heart), de Francis Ford Coppola - 1986: Sota el pes de la llei (Down by Law), de Jim Jarmusch (cançó Jockey Full of Bourbon) - 1989: Sea of Love, de Harold Becker (cançó Sea of Love) - 1991: La nit a la Terra, de Jim Jarmusch - 1992: Léolo, de Jean-Claude Lauzon (cançó Cold Cold Ground) - 1995: 12 Monkeys, de Terry Gilliam (cançó Earth Died Screaming) - 1996: Pena de mort (Dead Man Walking), de Tim Robbins (cançons Walk Away i The Fall of Troy) - 1997: El final de la violència (The End of Violence), de Wim Wenders (cançó Little Drop of Poison) - 1999: Fight Club, de David Fincher (cançó Goin' out West) - 2000: Keeping the Faith, d'Edward Norton (cançó Please Call Me Baby) - 2004: El tigre i la neu (La tigre e la neve), de Roberto Benigni (cançó You Can Never Hold Back Spring) - 2004: Shrek 2 (cançó Little Drop of Poison) - 2005: Jarhead, de Sam Mendes (cançó Soldier's Things) - 2005: Robots (cançó Underground) - 2005: Domino, de Tony Scott (cançó Cold Cold Ground) - 2005: Smoke, de Wayne Wang i Paul Auster (cançons Downtown Train i Innocent when you dream) |

## Filmografia
| Any  | Títol                                                                  | Paper                      | Director                      |
| ---- | ---------------------------------------------------------------------- | -------------------------- | ----------------------------- |
| 1978 | La cuina de l'infern (Paradise Alley)                                  | Mumbles                    | Sylvester Stallone            |
| 1981 | Wolfen                                                                 | Propietari de bar borratxo | Michael Wadleigh              |
| 1982 | Història d'amor (One from the Heart)                                   | Trompetista                | Francis Ford Coppola          |
| 1983 | Rebels (The Outsiders)                                                 | Buck Merrill               | Francis Ford Coppola          |
| 1983 | Rumble Fish                                                            | Benny                      | Francis Ford Coppola          |
| 1984 | The Stone Boy                                                          | (no surt als crèdits)      | Christopher Cain              |
| 1984 | The Cotton Club                                                        | Irving Stark               | Francis Ford Coppola          |
| 1986 | Sota el pes de la llei (Down by Law)                                   | Zack                       | Jim Jarmusch                  |
| 1987 | Espina de ferro (Ironweed)                                             | Rudy                       | Hector Babenco                |
| 1987 | Candy Mountain                                                         | Al Silk                    | Robert Frank i Rudy Wurlitzer |
| 1989 | Cold Feet                                                              | Kenny                      | Robert Dornhelm               |
| 1990 | Mystery Train                                                          | Disc-jòquei de ràdio (veu) | Jim Jarmusch                  |
| 1990 | The Two Jakes                                                          | (no surt als crèdits)      | Jack Nicholson                |
| 1991 | Queens Logic                                                           | Monte                      | Steve Rash                    |
| 1991 | Jugant en els camps del senyor (At Play in the Fields of the Lord)     | Wolf                       | Hector Babenco                |
| 1991 | El rei pescador (The Fisher King)                                      | veterà                     | Terry Gilliam                 |
| 1992 | Dràcula de Bram Stoker (Bram Stoker's Dracula)                         | R.M. Renfield              | Francis Ford Coppola          |
| 1993 | Vides encreuades (Short Cuts)                                          | Earl Piggot                | Robert Altman                 |
| 1999 | Mystery Men                                                            | Dr. Heller                 | Kinka Usher                   |
| 2003 | Coffee and Cigarettes                                                  | Tom                        | Jim Jarmusch                  |
| 2005 | Domino                                                                 | Wanderer                   | Tony Scott                    |
| 2005 | El tigre i la neu (La tigre e la neve)                                 | Ell mateix                 | Roberto Benigni               |
| 2006 | Wristcutters: A Love Story                                             | Kneller                    | Goran Dukic                   |
| 2009 | L'imaginari del doctor Parnassus (The Imaginarium of Doctor Parnassus) | Mr. Nick                   | Terry Gilliam                 |
| 2010 | El llibre d'Eli (The Book of Eli)                                      | Enginyer                   | Albert Hughes i Allen Hughes  |
| 2011 | The Monster of Nix                                                     | Virgil                     | Rosto                         |
| 2011 | Twixt                                                                  | Narrador                   | Francis Ford Coppola          |
| 2012 | Seven Psychopaths (Set Psicòpates)                                     | Zachariah                  | Martin McDonagh               |
| 2012 | The Simpsons                                                           | Lloyd (veu)                | Mark Kirkland                 |
| 2018 | The Ballad of Buster Scruggs                                           | Prospector                 | Germans Cohen                 |
| 2018 | The Old Man and The Gun                                                | Waller                     | David Lowery                  |
| 2019 | The Dead Don't Die                                                     | Hermit Bob                 | Jim Jarmusch                  |
| 2021 | Licorice Pizza                                                         | Rex Blau                   |                               |